# 刺陽大戰
刺陽大戰（英語：Spurs–Suns rivalry）是指NBA聖安東尼奧馬刺與鳳凰城太陽的對戰。刺陽大戰始於1990年代，最初由「海軍上將」大衛·羅賓遜率領馬刺與丹·馬爾利、凱文·約翰遜、湯姆·錢伯斯等太陽球員對壘；往後十年，兩隊間的較勁仍舊持續，馬刺改由蒂姆·鄧肯坐鎮，而太陽則是史蒂夫·奈許領軍。
據傳刺陽大戰也是馬刺總教練格雷格·波波維奇沒有接任2008年北京奧運美國「夢幻八隊」總教練的原因之一。

## 2000年代
馬刺與太陽的競爭進入2000年代後達到新高峰，兩隊多次在季後賽交手，馬刺唯一一次被太陽淘汰是2000年，鄧肯因膝傷缺陣。2010年西區準決賽，太陽以4-0橫掃馬刺。
2003年季後賽第一輪，馬刺與太陽激戰六場後勝出，最終順利抱回隊史第二冠；2005年西區冠軍賽，兩隊狹路相逢，太陽該賽季更創下聯盟第三的逆轉紀錄；對戰五場後馬刺以4-1贏得系列賽，隨後成功抵擋來勢洶洶的衛冕軍底特律活塞再次掄元。

### 2007-08賽季
太陽本賽季透過交易迎來俠客·歐尼爾，刺陽大戰因而變成聯盟兩大具統治力的中鋒的對決。2008年4月9日，兩隊在AT&T中心進行最後一場例行賽對戰，阿瑪雷·斯塔德邁爾為史蒂夫·奈許執行掩護被布魯斯·包溫肘擊胸口，斯塔德邁爾受到隊友及教練團的約束避免衝突，包溫則坐在板凳席上。最終太陽96比79擊敗馬刺，例行賽四度交手取得三勝，然而馬刺季後賽卻是4-1淘汰太陽。

## 波波維奇與美國隊
美國國家男子籃球隊的總教練聘任由執行長傑瑞·柯朗傑洛負責，柯朗傑洛同時曾任太陽總經理。即使波波維奇曾於2004年雅典奧運擔任拉里·布朗的助理教練，也公開表示希望執掌2008年美國隊兵符，柯朗傑洛最終卻擇定杜克大學的麥克·沙舍夫斯基，並表示波波維奇對這份工作的熱忱不如沙舍夫斯基。
柯朗傑洛的言論使他與波波維奇交惡，兩人直到2015年柯朗傑洛去電邀請波波維奇接任2020東京奧運總教練才破冰。外界猜測「刺陽大戰」就是影響柯朗傑洛決策的因素之一。